# Північний Хорасан
Півні́чний Хораса́н (перс. خراسان شمالی Xorâsân-e Šemâli, курд. Xorasana Bakur) — провінція (остан), розташована в північно-східному Ірані. Центр провінції — Боджнурд, інші великі міста — Ширван (83 тис.), Ісфарайєн (52 тис.), Джаджерм (26 тис.), Герме (25 тис.), Ашхане (19 тис.), Фаруджа (11 тис.). Північний Хорасан — одна трьох провінцій, які були створені після поділу Хорасану в 2004 році. Населення — 811572 осіб (2006). Основне населення — курди, туркмени, Хорасанські тюрки та перси.

## Економіка
Основні галузі економіки — сільське господарство (пшениця, ячмінь, ріпак, бавовна, помідори, картопля, цукровий буряк, фісташки, виноград), харчова, шкіряна, текстильна, металургійна, нафтохімічна промисловість, енергетика, виробництво будматеріалів, торгівля, транспорт, видобуток бокситів.
У місті Боджнурд розташований трубний завод «Наварде Бахар». У місті Ісфарайєн розташований трубний завод «Лулегостар».

## Цікаві місця
У місті Боджнурд туристів приваблює традиційний ярмарок коней. У провінції розташовані стародавні фортеці Хасанабад, Гхайсар, Солак і Фагхатдеж, гробниця Шейх Алі Ісфарайені, мавзолеї Баба Таваколі і Султан Сейєд Аббас, заповідники Сарі-Гол і Салук, печери Ношірван, Ебадатгах, Бідаг, Конегарм і Сейєд Садегх, мінеральні джерела Айюб.